# UNDERWORLD ラスト・セクト
『 UNDERWORLD ラスト・セクト 』（ 英：The Last Sect ）は、2006年に製作されたカナダ映画。デヴィッド・キャラダイン主演。日本劇場未公開。

## キャスト
- ヴァン・ヘルシング：デヴィッド・キャラダイン
- シドニー：ナタリー・ブラウン
- アンナ：デボラ・オデル
- カルポフ：ジュリアン・リッチングス
- サム：セバスチャン・ロバーツ
- ジェス：メーガン・ファーレンボック
- エリン・ベリー
- ジョー・マクレオド
- クリストファー・コーデル